# Personaggi di Digimon Fusion Battles

Diversi personaggi della serie durante una DigiXros

Di seguito riportato l'elenco dei personaggi che compaiono nella serie anime dedicata all'universo di Digimon, Digimon Fusion Battles.

## Fusion Heart
I Fusion Heart (クロスハート?, Kurosu Hāto) sono un movimento di resistenza all'esercito Bagra, fondato e guidato da Taiki Kudo. Il gruppo si arricchisce progressivamente di nuovi membri, i quali, nonostante occasionali liti o disaccordi interni, sono estremamente fedeli al loro generale Taiki, e mostrano spiccati sentimenti di cameratismo e aiuto reciproco. Con il proseguire della serie, al gruppo si uniscono alcuni ex membri del Team Twilight, Nene Amano e i suoi digimon Sparrowmon e il trio di Monitamon; e nella seconda parte della serie anche l'intera Blue Flare, guidata da Kiriha Aonuma. Verso la fine della battaglia contro l'impero Bagra, a loro si unisce anche il secondo generale del Team Twilight, Yuu Amano, fratello minore di Nene. Dopo la guerra contro Bagramon hanno un ruolo marginale, anche se ricompaiono verso la fine per la battaglia contro Quartzmon.

### Taiki Kudo
Taiki Kudo (タイキ 工藤?, Kudo Taiki) è il leader e fondatore del team dei Fusion Heart e il possessore del Digivice Xros Loader di colore rosso. Taiki ha un carattere molto forte e deciso, sempre pronto a spingersi oltre per aiutare gli altri che gli stanno a cuore e a fidarsi degli altri nonostante abbiano alle spalle un passato burrascoso. Taiki è molto intuitivo e intelligente, capace di analizzare efficacemente la situazione e di concepire molte strategie ingegnose. Il suo digimon principale e migliore amico è Shoutmon. È doppiato in originale da Minami Takayama e in italiano da Manuel Meli.
Catapultato a Digiworld insieme agli amici Akari e Zenjiro, Taiki incontra Shoutmon che gli chiede di aiutarlo a diventare re dei digimon per poter proteggere i suoi amici. Anche se inizialmente restio, il ragazzo alla fine accetta e diviene il generale dei Fusion Heart. Taiki deve quindi fronteggiare con la sua squadra l'esercito Bagra, che intende conquistare Digiworld per ordine del suo padrone Bagramon, e deve ottenere prima del nemico tutti i frammenti della Corona, che sono sparsi in ogni zona di Digiworld e che una volta riuniti insieme permettono al possessore di cambiare e modificare Digiworld a suo piacimento. Taiki inoltre è costretto a scontrarsi svariate volte con Kiriha Aonuma, generale del team Blue Flare, che cerca di farlo diventare un suo subordinato, inutilmente. Alla fine Taiki raccoglie le restanti Corone del Codice, ma Bagramon lo rispedisce sulla Terra, dove scopre che sono passate solo alcune ore; inoltre Shoutmon è riuscito a seguirlo. Il giorno dopo Taiki, Akari e Zenjiro scoprono che anche Tactimon li ha seguiti e, alimentato dall'energia della città, comincia a distruggere ogni cosa. Grazie alla digievoluzione di Shoutmon in Omegashoutmon, Taiki riesce a sconfiggere Tactimon, e Omnimon accetta di rimandarli a Digiworld, dove liberano i loro compagni e sconfiggono Dorbickmon. Dopo aver affrontato i Generali Oscuri, Taiki guida la battaglia finale contro Bagramon, sconfiggendolo. Un anno dopo, Taiki, insieme a Yuu, è diventato il membro di una squadra di basket. Insieme a Shoutmon partecipa alla battaglia contro Quarzmon in qualità di eroe leggendario.

### Akari Hinomoto
Akari Hinomoto (陽ノ本 アカリ?, Hinomoto Akari) è un'amica d'infanzia di Taiki Kudo e membro dei Fusion Heart. È una ragazza dolce e premurosa, sempre pronta a dare ottimi consigli alle persone che le stanno più a cuore. Akari viene trasportata a Digiworld insieme a Taiki e Zenjiro. Non ha un digimon centrale, ma stabilisce un legame particolare con Cutemon. Nonostante la volontà di Akari di seguire Taiki nel suo viaggio, la ragazza nutre spesso il desiderio di poter tornare finalmente indietro da sua madre. Akari viene rispedita sulla Terra da Bagramon insieme a Taiki e Zenjiro; insieme vorrebbero tornare a Digiworld per liberare i loro amici, ma Omnimon permette solo a Taiki di farlo. Akari rimane quindi nel mondo reale, tornando in scena nello scontro finale dei Fusion Heart contro Bagramon. Nella terza parte della serie, Akari ricompare per aiutare Taiki, Yuu e il loro nuovo amico Tagiru Akashi quando questi combattono contro SuperStarmon e Quarzmon. È doppiata in originale da Ryōko Shiraishi e in italiano da Veronica Puccio.

### Zenjiro Tsurugi
Zenjiro Tsurugi (剣ゼンジロウ?) è l'auto proclamato rivale di Taiki e membro dei Fusion Heart. Mostra un atteggiamento spavaldo per nascondere le sue paure. Con il tempo, Zenjiro crea un legame d'amicizia sincero con Taiki, arrivando a fare il possibile per aiutarlo nella sua missione di salvare Digiworld. Tra i Fusion Heart, Zenjiro si lega particolarmente a Ballistamon, mostrando doti di meccanico nel ripararlo e migliorarlo. È un abile spadaccino e in combattimento ricorre spesso a un bastone o a una speciale spada composta dai digimon Starmon e Pickmon. Viene spedito a Digiworld insieme a Taiki e Akari ed entra a far parte del team Fusion Heart combattendo l'esercito Bagra. Nella Zona Shinobi salva la principessa dei Monitamon rinchiusa nel suo stesso castello dall'esercito Bagra. Dopo essere stato sconfitto da Bagramon e rispedito sulla Terra insieme a Taiki e Akari vorrebbe tornare a Digiworld per liberare i suoi amici, ma Omnimon permette solo a Taiki di farlo. Zenjiro rimane quindi nel mondo reale, tornando in scena nello scontro finale dei Fusion Heart contro Bagramon. Nella terza serie, Zenjiro riappare per un breve momento dopo la cattura di SuperStarmon e durante la battaglia finale contro Quartzmon.

### Shoutmon
Shoutmon (シャウトモン?) è il principale digimon e combattente dei Fusion Heart, e quello che prende il controllo delle DigiXros con i suoi compagni. Ha l'aspetto di un piccolo drago rosso antropomorfo. Porta sempre con sé un bastone metallico che usa come arma. Nell'ultima parte della serie, porta un mantello giallo e ha il corpo cosparso di cicatrici. È estremamente impulsivo, spericolato ed estroverso, cosa che spesso lo porta a mettersi nei guai. È piuttosto orgoglioso di sé stesso e del suo ruolo di leader dei Fusion Heart, e gli piace essere al centro dell'attenzione ed essere ammirato. È molto legato ai suoi compagni e ha un atteggiamento altruista. Ha anche un forte senso del rispetto e dell'onore, e disprezza chi usa mezzi subdoli e meschini, oltre a chi abusa del proprio potere sugli altri. Idealista e ambizioso, il suo sogno è diventare il re di DigiWorld, in modo da liberarlo da inutili sofferenze e proteggere i deboli. Se all'inizio sembri contare solo sulla forza per realizzare la sua ambizione, in seguito inizia sempre più a credere che nell'aiuto degli altri.
Shoutmon è un abitante della Zona Verde, nel Villaggio dei Sorrisi. Quando DigiWorld è sconvolto dall'invasione dell'esercito Bagra, Shoutmon finisce nel mondo reale in uno stato distorto e morente. Qui incontra Taiki, il quale attivando il Digivice XrosLoader apre un portale che trasporta Shoutmon, il ragazzo e i suoi amici Zenjiro e Akari nel DigiWorld. Il gruppo improvvisato affronta le prime battaglie contro l'esercito Bagra, portando alla liberazione della Zona Verde e alla nascita dei Fusion Heart. Sentendo di poter realizzare il proprio sogno di regnare su DigiWorld per proteggerne gli abitanti al fianco di Taiki, Shoutmon lo prega di restare ad aiutarlo. Durante i viaggi e le lotte, Shoutmon acquista sempre più forza, anche grazie ai suoi nuovi compagni e alleati, che gli consentono dì effettuare DigiXros sempre più potenti e complesse.
Dopo la sconfitta per mano di Bagramon, Shoutmon si ritrova spedito nel mondo reale insieme a Taiki, Akari, Zenjiro. Qui scoprono che Tactimon sta seminando il caos assorbendo l'energia elettrica locale. Grazie all'energia ricevuta da Akari e Zenjiro, Shoutmon riesce a riprendersi, a digievolvere in OmegaShoutmon e a sconfiggere l'avversario. Tornato nel mondo digitale insieme a Taiki, Shoutmon libera i suoi compagni e combatte i Generali Oscuri. Raggiunta la fortezza Nido del Demone, sfida Bagramon in persona, ma neanche la sua forma più potente basta a sconfiggere l'imperatore e Shoutmon muore nell'attacco. Torna però in vita grazie al potere della Corona del Codice e grazie a essa è infine in grado di effettuare una DigiXros speciale con moltissimi digimon Fusion Heart e loro alleati, raggiungendo la forma Shoutmon X7 Superior Mode, con cui sconfigge definitivamente Bagramon. Ottenuta la vittoria, Shoutmon torna a DigiWorld con tutti i suoi abitanti, per ricostruire il paese e realizzare il suo sogno di essere un re giusto. Nella terza parte Shoutmon torna nel mondo reale per reincontrare Taiki e aiutarlo nella lotta contro Quartzmon.
La digievoluzione di Shoutmon è OmegaShoutmon, ottenuta dopo aver assorbito il potere interiore di Akari e Zenjiro. È d'aspetto simile a Shoutmon, ma molto più alto e robusto, con un'armatura dorata e bianca. Il potere e la velocità di tale forma sono molto superiori alle precedenti. Shoutmon DX è la DigiXros tra OmegaShoutmon e ZekeGreymon. Simile a OmegaShoutmon, acquisisce armi e frammenti d'armatura di ZekeGreymon. Le sue trasformazioni principali sono:
- Shoutmon X2: è la DigiXros tra Shoutmon e Ballistamon. È un digimon piuttosto basso e d'aspetto robusto, simile a Ballistamon, con la testa di Shoutmon. Combina la velocità di Shoutmon con la forza di Ballistamon. Se serve, può usare come arma l'Ascia Stellare, formata dalla DigiXros tra Starmon e i Pickmon.
- Shoutmon X3: DigiXros tra Shoutmon, Ballistamon e Dorulumon. È d'aspetto simile a un mecha alto e massiccio, con gambe, coda e una di Dorulumon e braccia e una spalla di Ballistamon.
- Shoutmon X4: è sostanzialmente Shoutmon X3 che usa la Spada Stellare, formata dalla DigiXros tra Starmon e i Pickmon.
- Shoutmon X5: è la DigiXros tra Shoutmon X4 e Sparrowmon. Sul braccio sinistro tale forma appare parte del corpo di Sparrowmon, consentendogli di volare agevolmente. È d'aspetto simile a ShoutmonX4, ma molto più alto e robusto, con un'armatura dorata e bianca. Il potere e la velocità di tale forma sono molto superiori alle precedenti.
- Shoutmon X7: è la DigiXros ottenuta dall'unione di Shoutmon DX, Ballistamon, Dorulumon, Starmon, Pickmon e Sparrowmon, resa possibile dal legame d'amicizia tra Taiki, Kiriha e Nene. Massiccio ed estremamente potente, mostra parti del corpo di tutti i digimon che lo compongono, risultando simile a X5 con parti del corpo dorate, e usa come arma un lungo bastone simile a quello usato da Shoutmon nella sua forma base.
- Shoutmon X7 Superior Mode: è la DigiXros più potente, ottenuta con la fusione di Shoutmon e moltissimi altri digimon, non solo Fusion Heart ma anche dell'ordine dei cavalieri e comuni abitanti di DigiWorld. D'aspetto simile a Shoutmon X7, è però di colore bianco e dorato, con quattro ali di pura luce gialla. Usata contro MegaDarknessBagramon, è così potente da sconfiggere l'imperatore con un colpo solo.

### Ballistamon
Ballistamon (バリスタモン?) è un abitante del Villaggio dei Sorrisi e uno dei membri originali dei Fusion Heart. Ha un corpo meccanico, basso e robusto, e talvolta richiede manutenzione da parte di Zenjiro. È capace di fabbricare vari oggetti, come un finto DigiVice o braccialetti per comunicare a distanza. Tendenzialmente allegro e ottimista, è anche molto affidabile. Ha uno stretto rapporto di amicizia con Shoutmon, da quando questi lo trovò in stato confusionale e violento nella Zona Verde, e lo calmò e riparò dai vari danni subiti, dandogli anche il nome di Ballistamon. In realtà, la forma originale di Ballistamon è quella di DarkVolumon, arma creata dal generale oscuro Olegmon, finita per sbaglio al Villaggio dei Sorrisi durante un test. Nel Territorio dell'Oro, Ballistamon salva Shoutmon dall'incantesimo di Olegmon, ma è riconvertito a forza in DarkVolumon, tanto che non riconosce Shoutmon e gli altri Fusion Heart. Shoutmon però, nella battaglia successiva, è in grado di rientrare in contatto con la personalità di Ballistamon e riesce a dargli la forza di scegliere chi vuole essere, se DarkVolumon o Ballistamon, e il digimon sceglie il nome datogli dall'amico, reprimendo per sempre DarkVolumon e tornando a combattere, anche contro il suo stesso creatore Olegmon, dalla parte dei Fusion Heart.

### Starmon e Pickmon
Starmon (スターモン?) e Pickmon (ピックモン?) sono digimon abitanti del Villaggio dei Sorrisi e membri originali dei Fusion Heart. Starmon è il digimon principale, che usa i suoi "fratellini" Pickmon come armi; ha l'aspetto di una stella a cinque punte con gli occhiali da sole, e un portamento sempre fiero e orgoglioso. I Pickmon invece sono piccoli digimon dall'aspetto di triangoli, anche loro indossanti occhiali da sole, che possono attaccare direttamente il nemico su ordine di Starmon; hanno un carattere infantile e fanciullesco. Sono utili per le DigiXros, ma possono anche fondersi tra di loro formando una spada per Zenjiro.

### Dondokomon
Dondokomon (ドンドコモン?) è un abitante del Villaggio dei Sorrisi e uno dei membri originali dei Fusion Heart. Ha l'aspetto di un piccolo tamburo capace di camminare, e le sue braccia sono bacchette con cui può produrre suoni usando il suo stesso corpo. Ama molto suonare, sia per diletto personale che per incitare i suoi compagni nelle battaglie, e si infuria molto quando qualcuno reputa la sua musica stonata o rumorosa.

### Jijimon
Jijimon (ジジモン?) è il capo anziano del Villaggio dei Sorrisi e uno dei membri originali dei Fusion Heart. Ha l'aspetto di un vecchietto molto basso e fragile, dai lunghi capelli e barba grigi, avvolto da una veste e con un bastone. Non è molto utile nelle battaglie, ma introduce Taiki, Akari e Zenjiro al mondo digitale.

### ChibiTortomon
ChibiTortomon (チビカメモン?, ChibiKamemon) è un abitante della Zona Isola e uno dei primi compagni incontrati dai Fusion Heart. È un piccolo e giovane digimon dall'aspetto di tartaruga che si erge sulle zampe posteriori e con un casco in testa. Diventa in breve un grande ammiratore di Shoutmon, desiderando diventare anche lui, e si unisce al gruppo, contribuendo alla vittoria del neonato movimento di resistenza contro Neptemon. Essendo un digimon acquatico, ha la capacità di respirare sott'acqua, abilità che può trasmettere con la DigiXros e che gli permette di salvare Taiki dall'annegamento nella Zona Lago mentre questo cerca di salvare Knightmon. Viene liberato da Taiki un anno dopo la fine della guerra per aiutare Tagiru Akashi quando cade in mare.

### Dorulumon
Dorulumon (ドルルモン?) è un digimon nomade e uno dei primi compagni incontrati dai Fusion Heart, all'interno della Zona Verde. Ha l'aspetto di un grosso felino con i denti a sciabola, dal manto bianco arancione e numerose punte di trapano sul corpo, in particolare su fronte e coda. Inizialmente, appare un digimon di poche parole, solitario e poco propenso a avere legami. In realtà, ha una forte considerazione dell'amicizia e della lealtà, e non sopporta chi non mostra rispetto verso di essi. È anche pronto a difendere i più deboli dalle ingiustizie. Nella Zona Magma viene rivelato che Dorulumon era parte dell'esercito Bagra, in qualità di braccio destro di Tactimon; ma dopo aver scoperto che questi era pronto a sacrificare i suoi stessi soldati BlueMeramon pur di vincere, ha disertato disgustato. Con il tempo, sviluppa un profondo rispetto per Shoutmon, incoraggiandolo a dare sempre il meglio e a superare i suoi dubbi. Nel Territorio Cyber, Dorulumon è preso di mira dal generale oscuro Splashmon, che tenta di convincerlo a tornare nell'esercito Bagra e poi di screditarlo di fronte agli altri Fusion Heart, ma il digimon ribadisce nuovamente, e definitivamente, la sua lealtà ai Fusion Heart.

### Cutemon
Cutemon (キュートモン?) è un digimon in viaggio tra le zone di DigiWorld e uno dei primi compagni incontrati dai Fusion Heart, già all'interno della Zona Verde, mentre è alla ricerca dei suoi genitori, scortato da Dorulumon. Ha l'aspetto di un coniglietto antropomorfo maschio di colorito roseo, con delle sorta di cuffie in testa e una sciarpa al collo. A causa della sua giovane età, è estremamente infantile, ingenuo e socievole. Non ha tecniche d'attacco, ma dispone di notevoli poteri curativi. Nella Zona Dolci, riesce a trovare e salvare i suoi genitori, rapiti dall'esercito Bagra, e a contribuire alla vittoria contro Matadormon e BreakDramon, curando Shoutmon X5; dopo tale battaglia decide di continuare a seguire i Fusion Heart. Nella terza parte della serie, è temporaneamente preso di mira dalla cacciatrice di digimon Airu Suzaki, e quasi ucciso da Cho Hakkaimon, digimon partner della ragazza, ma è salvato da Yuu Amano.

### Knightmon
Knightmon (ナイトモン?) è il capitano di uno squadrone di PawnChessmon, incontrato nella Zona Lago. È un digimon cavaliere, coperto da una spessa armatura e armato di spada e scudo. Fedele sottoposto della principessa Bastemon, crede fermamente sia suo dovere usare la sua forza per proteggere i più deboli, e sviluppa subito grande ammirazione verso Taiki Kudo, in quanto gli ideali altruistici del bambino coincidono con il suo codice dei cavalieri. Ferito mortalmente contro l'esercito Bagra e caduto nel lago della sua zona, è prossimo a spirare; ma Taiki, sentendo la sua DigiMelody, si tuffa nelle gelide acque e lo salva usando il suo Digivice per rigenerare le forze del cavaliere. Dopo che la Zona Lago è salva, Knightmon si unisce ai Fusion Heart, proteggendoli, insieme ai suoi sottoposti PawnChessmon, contro Arukadhimon.

### Bastemon
Bastemon (バステモン?) è la principessa a capo della Zona Lago. Il suo aspetto è quello di una gatta antropomorfa con due orecchie, un paio di code con degli anelli dorati e dei pantaloni tigrati. Nonostante sia la regnante della zona, è estremamente pigra e svogliata, tendendo a dormire la maggior parte del tempo, proprio come farebbe un gatto domestico, e prende tutto molto alla leggera. Inizialmente non sa scegliere tra Taiki Kudo e Kiriha Aonuma come suo protettore, ma dopo che i Fusion Heart la salvano dal soldato dell'esercito Bagra IceDevimon, sceglie il generale rosso, arrivando persino a seguirlo nelle sue avventure. Nonostante il suo aspetto e modi infantili e innocui, Bastemon è comunque un digimon molto potente, come dimostra nello scontro con il digimon ChuuChuumon.

### Baalmon/Beelzemon
Baalmon (バアルモン?) è un sicario dell'esercito Bagra che si unisce ai Fusion Heart nella Zona Sabbia. Ha l'aspetto di un uomo biondo avvolto da vesti bianche, che nascondono una corta spada rossa e un enorme fucile a doppia canna. Il capo è coperto da bende e una cuffia blu, lasciando intravedere tre occhi rossi e una carnagione grigiastra. Faceva parte dei guerrieri della dea, ma fu costretto a uccidere i suoi compagni a causa di un intrigo di Ririmon; da allora medita vendetta e nutre il desiderio di distruggere l'esercito Bagra. Dopo aver notato che la statua della dea sorride a Taiki, Baalmon si schiera dalla parte del ragazzo e viene ferito gravemente per proteggerlo. Rinasce quindi come Beelzemon (ベルゼブモン?, Beelzebumon), una sorta di demone antropomorfo a tre occhi, con due ali, il volto coperto da una maschera a tre punte e una grossa arma sul braccio destro. Unitosi ai Fusion Heart, Beelzemon si rivela un alleato potente, anche in virtù della sua capacità di volare. Nella seconda serie, sviluppa un'intesa molto forte con Mervamon. Affronta una dura battaglia con lei nella Zona Inferno, contro la sua nemesi Rirismon; venendo ferito mortalmente. Conscio di ciò, si scaglia contro la sua nemica, morendo con lei nella distruzione della zona. Rinasce in seguito grazie al potere della Corona del Codice, prendendo parte alla battaglia finale contro l'esercito Bagra.

### Deputymon
Deputymon (リボルモン?, Revolmon) è un digimon cacciatore di tesori, incontrato nella Zona Sabbia. Ha l'aspetto di un cowboy, con un ampio cappello e tre revolver, uno dei quali, enorme, sul torace. Inizialmente appare opportunista meschino e manipolare, tentando di attirare i Fusion Heart in trappola e poi aizzandoli contro Pharaohmon, sostenendo di volere il tesoro del digimon egizio; ma poi si scopre che i due sono amici, e che il suo comportamento era solo una messinscena per testare il valore del gruppo. Dopo che Taiki supera la prova, decide di unirsi a lui.

### Wisemon
Wisemon (ワイズモン?) è un misterioso ricercatore che vive in una sua dimensione personale, accessibile tramite un libro che fluttua nello spazio che connette le varie zone di DigiWorld. È una figura alata avvolta da una veste e il volto coperto da un cappuccio, che coprono una carnagione nera e priva di orifizi e tratti somatici. Possiede due occhi gialli, privi di iridi e pupille. È uno scienziato razionale e calcolatore, che persegue la conoscenza per il puro di gusto di farlo, ed è inizialmente del tutto indifferente alla guerra che ha luogo a Digiworld, in quanto ininfluente per l'esito delle sue ricerche. Dopo aver catturato Taiki Kudo, separato dal gruppo a causa di Rirismon e Arukadhimon, interessato alla biologia umana intende praticargli un'autopsia, ma sviene per via di un digiuno prolungato. Dopo che il bambino lo salva facendolo mangiare, decide di risparmiargli la vita e, dopo molti dubbi, lo rilascia. Poi, incuriosito dalle nuove conoscenze e sorprese che il ragazzo gli ha offerto, lo segue e gli salva la vita contro Arukadhimon. Ormai affezionato a Taiki, decide di seguirlo nelle sue avventure, continuando a osservarlo dall'interno del DigiVice e proseguendo i suoi studi. Wisemon non ha poteri d'attacco, ma le sue grandi conoscenze e capacità analitiche si rivelano fondamentali per analizzare e superare trappole o strategie nemiche. Riappare nella terza serie, dove decritta le coordinate per raggiungere l'isola di VolcDramon.

## Gruppo di Nene

### Nene Amano
Nene Amano (天野 ネネ?, Amano Nene) è il primo generale del Team Twilight. Appare come una ragazza misteriosa, che non parla mai di sé o delle sue vere intenzioni, e si mantiene spesso seria e imperturbabile; per contro, ha un buon rapporto con i suoi digimon, in particolare con Sparrowmon, che considera il suo migliore amico. È abile nei travestimenti, infiltrazione e spionaggio. Anche se è capace di commettere azioni terribili, in realtà non agisce così per sua volontà, ma per amore di suo fratello Yuu, sentimento sfruttato per manipolarla da DarkKnightmon. Anche se è disposta a tutto pur di salvare il fratello, Nene alla fine capisce che non può fidarsi del cavaliere nero, e quindi passa dalla parte dei Fusion Heart. All'inizio molto riservata, in seguito diventa sempre più aperta verso i suoi nuovi compagni, arrivando, alla fine, a considerarli suoi amici, pur perseverando nel suo obbiettivo di salvare Yuu. È doppiata in originale da Hōko Kuwashima e in italiano da Eva Padoan.
Dopo che il suo fratellino Yuu scompare misteriosamente, Nene viene contattata da DarkKnightmon, che le comunica di avere il ragazzo in ostaggio e che, se lo vuole salvare, dovrà obbedire a ogni suo ordine. Nene, preoccupata per Yuu, cede al ricatto e segue DarkKnightmon a Digiworld, dove si unisce al Team Twilight e inizia a cercare energia oscura per sviluppare il Digivice XrosLoader nero. A Digiworld, Nene tiene d'occhio gli altri generali umani, Kiriha Aonuma e Taiki Kudo. In seguito decide che per i suoi scopi è meglio arruolare il generale blu, e lo obbliga a unirsi a lei. Dopo i suoi fallimenti, DarkKnightmon afferma di non aver più bisogno di lei e la rinchiude in una torre. La ragazza viene poi salvata da Sparrowmon e Taiki. Dopo il salto temporale propone ai due gruppi di combattere sotto un'unica bandiera, unendo i Blue Flare ai Fusion Heart. In seguito aiuta a combattere i Generali Oscuri e prende parte alla battaglia finale contro Bagramon. Nella terza parte, Nene si è trasferita a Hong Kong ed è diventata una cantante di successo. Partecipa alla battaglia finale contro Quartzmon.

### Sparrowmon
Sparrowmon (スパロウモン?) è il digimon principale di Nene. Ha l'aspetto di una sorta di aeroplano giallo, con una piccola testa e due mani armate di pistole che sprigionano raggi laser. Data la sua capacità di volare, è spesso usato dal suo generale come mezzo di trasporto. È il miglior amico di Nene, ed è disposto a tutto pur di salvarla e proteggerla, anche a rischiare la propria vita e ad andare contro il temibile DarkKnightmon. Inizialmente è piuttosto ostile nei confronti di Taiki Kudo e i Fusion Heart, ma quando vede l'impegno di questi per salvare Nene, rimasta intrappolata dentro Lucemon, inizia a fidarsi di loro. Effettuando la DigiXros, può trasferire la sua capacità di volare, sia con Shoutmon che con Mervamon. È doppiato in originale da Kokoro Kikuchi e in italiano da Alex Polidori.

### Monitamon
Monitamon (モニタモン?) è un trio di digimon provenienti dal Villaggio dei Monitamon, nella Zona Shinobi, descritti come i migliori del luogo. Hanno l'aspetto di piccoli uomini dotati di un televisore al posto della testa, su cui possono proiettare immagini o degli occhi ed espressioni che riflettono il loro stato d'animo. Svelti, agili e abilissimi a nascondersi, sono ottime spie, un ruolo particolarmente utile per la loro abilità di condividere tra di loro le immagini di ciò che vedono, che possono essere visualizzate anche da altri. Appaiono anche negli omake di fine episodio, dove commentano comicamente il profilo di un digimon.

### Mervamon
Mervamon (メルヴァモン?) è una digimon che combatte l'esercito Bagra nel Territorio del Miele; è la sorella maggiore di Ignitemon. Ha l'aspetto di una donna alta e robusta, con indosso una gonna rossa e un reggiseno. Ha il volto parzialmente coperto da una sorta di maschera d'osso e un lungo serpente come braccio sinistro. Usa come arma principale un'enorme spada. È una combattente ostinata e impulsiva, che attacca a testa bassa senza preoccuparsi troppo della strategia. Nonostante a prima vista appaia come prepotente ed autoritaria, in realtà ha un forte senso di giustizia; disprezza i modi dell'esercito Bagra ed è pronta a tutto pur di proteggere i digimon innocenti ed indifesi, anche affrontare suo fratello Ignitemon, nonostante l'affetto che nutre per lui. Dopo che Nene convince Ignitemon a disertare, e la morte di Zamielmon, Mervamon decide di unirsi al gruppo, anche al fine di aiutare la ragazza a riunirsi al suo fratellino, Yuu. Effettuando la DigiXros con Sparrowmon, diventa JetMervamon.

## Blue Flare
I Blue Flare (ブルーフレア?, Burū Furea) sono un'armata guidata da Kiriha Aonuma, in diretta competizione con l'esercito Bagra per la conquista dei frammenti della Corona del Codice. Successivamente, hanno attriti anche con i Fusion Heart, sebbene non arrivino pressoché mai a uno scontro diretto con loro, se non in un'occasione. Seguono generalmente una spietata filosofia del più forte, e non mostrano uno spiccato cameratismo come l'armata guidata da Taiki Kudo, pur restando sempre molto fedeli al loro comandante Kiriha. Dopo un'altalenante e fragile alleanza con i Fusion Heart, si uniscono a loro nella seconda parte della serie.

### Kiriha Aonuma
Kiriha Aonuma (青沼 キリハ?, Aonuma Kiriha) è il generale dei Blue Flare. È un ragazzo dai modi ambigui e contraddittori: orgoglioso e sarcastico, è poco incline a mostrare compassione o a offrire aiuto, apparendo spesso freddo e calcolatore. Nonostante ciò, è più che disposto a mostrare ammirazione ai suoi rivali; inoltre ha un certo senso dell'onore e si rifiuta di infierire sui più deboli o chi è ferito e non può difendersi. Il ragazzo nasconde anche un lato oscuro, che mostra quando è sotto pressione: Kiriha ha infatti una filosofia spietata secondo la quale solo i forti hanno il diritto di sopravvivere, mentre i deboli devono sparire. Il suo primo scopo è conquistare tutto il mondo digitale e ricostruirlo a sua immagine, dove solo i forti potranno esistere, entrando quindi spesso in contrasto con l'altruista Taiki. Tale modo di pensare, comunque, è dovuto non ad arroganza, ma alla sua insicurezza interiore: è mosso da un'enorme brama di potere, ma non per malvagità, ma perché lo identifica con la sicurezza e la capacità di riuscire a sopravvivere. Pertanto, è disposto a tutto pur di mostrare di non essere un debole ed affermare la sua forza, anche affrontare avversari molto più forti di lui o reprimere i suoi sentimenti. Solo nella seconda parte della serie, grazie alle parole del suo digimon Deckerdramon, Kiriha riesce a sconfiggere i suoi demoni interiori e ad accettare l'amicizia di Taiki e Nene, diventando, a tutti gli effetti, un loro alleato. I suoi digimon principali sono Greymon e MailBirdramon. È doppiato in originale da Takeshi Kusao e in italiano da David Chevalier.
Kiriha nasce in una famiglia molto ricca, ma presto perde entrambi i genitori e le loro ricchezze, ripromettendosi di diventare più forte. Sentendo la brama di potere del ragazzo, Bagramon gli dona il Digivice Blu, permettendogli di raggiungere DigiWorld. Giunto nel mondo digitale, Kiriha lo considera lo scenario perfetto dove testare e provare la sua forza, e quindi inizia la sua personale campagna di conquista, fondando l'armata Blue Flare. Ciò lo porta in conflitto con l'esercito Bagra e, successivamente con Taiki Kudo e i Fusion Heart. Dopo il salto temporale, Kiriha si unisce ai Fusion Heart nella lotta contro i Generali Oscuri. Durante la battaglia contro Gravimon, Kiriha viene catturato dal digimon e accetta la sua sfida di combattere contro Taiki pur di dimostrare di non essere debole. Grazie al sacrificio di Deckerdramon, però, Kiriha comprende che l'amicizia è la vera forza e, con Taiki e Nene, consente la nascita di Shoutmon X7, aiutando a sconfiggere il generale. In seguito prende parte alla battaglia finale contro Bagramon. Nella terza parte della serie, Kiriha torna a fare qualche apparizione ma in un ruolo secondario.

### Greymon
Greymon (グレイモン?) è uno dei due digimon preferiti di Kiriha. D'aspetto simile a un grosso dinosauro con una placca d'acciaio con tre corni sulla testa, è un guerriero molto orgoglioso, che combatte sempre al massimo delle sue forze incurante del pericolo, seguendo la filosofia del suo generale. È totalmente leale a Kiriha, combattendo e alleandosi con i Fusion Heart seguendo sempre fedelmente gli ordini del ragazzo. Quando Kiriha lo affida temporaneamente a Taiki, Greymon dice che se Kiriha si fida del generale rosso allora si fida anche lui. Può effettuare la DigiXros con MailBirdramon diventando MetalGreymon, successivamente digievolvere in ZekeGreymon e perfino fare DigiXros con OmegaShoutmon. Altre DigiXros possibili per MetalGreymon sono con CyberDramon e DeckerDramon, diventando rispettivamente MetalGreymon CyberDramon e DeckerGreymon.

### MailBirdramon
MailBirdramon (メイルバードラモン?) è uno dei due digimon preferiti di Kiriha. D'aspetto è simile a un grosso volatile meccanico pesantemente armato e proprio per questo è spesso usato dal generale blu come mezzo di trasporto. È generalmente distaccato e freddo verso chiunque, anche se non ostile. Successivamente, diventa più amichevole con i Fusion Heart quando i Blue Flare iniziano a cooperare con loro. Tende a chiedere spiegazioni a Kiriha riguardo alle sue decisioni, o a chiedergli se ne è sicuro, ma la sua fedeltà è assoluta, tanto che, quando il suo generale lo affida temporaneamente a Taiki, non ha alcun problema a farsi usare dal comandante rosso. Può effettuare la DigiXros con Golemon, ma la più importante è quella con Greymon, diventando MetalGreymon, successivamente digievolvere in ZekeGreymon e perfino fare DigiXros con OmegaShoutmon. Altre DigiXros possibili per MetalGreymon sono con CyberDramon e DeckerDramon, diventando rispettivamente MetalGreymon CyberDramon e DeckerGreymon.

### CyberDramon
CyberDramon (サイバードラモン?) è un digimon simile a un drago antropomorfo corazzato con una maschera viola senza lineamenti e quattro ali rosse lacerate. Nonostante l'apparenza, non è completamente meccanico. Generalmente, è molto silenzioso e non dice una parola. Armato di una lancia a due punte, è molto forte e agile. Può effettuare la DigiXros con MetalGreymon e con Dracomon, diventando rispettivamente MetalGreymon CyberDramon e CyberDracomon.

### DeckerDramon
Deckerdramon (デッカードラモン?) è un digimon leggendario che alberga nel santuario nascosto nella Zona Foresta. Inizialmente simile a una grossa statua dorata, il suo vero aspetto è quello di un enorme alligatore corazzato, con due batterie lancia missili sul dorso. All'occorrenza, può modificare il proprio corpo per galleggiare, come una sorta di barca. Nonostante l'aspetto imponente, ha in realtà un cuore molto tenero, e si commuove facilmente di fronte all'amicizia e all'amore, permettendo solo a coloro che mostrano questi sentimenti di incontrarlo. Per questo, rifiuta immediatamente di unirsi a DarkKnightmon, in quanto lo riconosce come un essere spietato; ma quando incontra Kiriha, è attratto dalla bontà latente del ragazzo e insiste per unirsi a lui. Dimostratosi utile in varie occasioni, nel Territorio dei Canyon si oppone fermamente alla battaglia contro Taiki, in quanto non vuole che Kiriha sprechi i suoi buoni sentimenti, venendo ferito gravemente dagli altri Blue Flare agli ordini del generale blu. Ciononostante, mostra agli altri il passato di Kiriha, per aiutare il generale a capire sé stesso, venendo però ferito mortalmente da Gravimon, assorbendo volontariamente il secondo colpo per proteggere il gruppo. Muore felice di aver aiutato Kiriha a comprendere il valore dell'amicizia, ritornando in vita nella battaglia finale contro MegaDarknessBagramon grazie alla Corona del Codice. Può effettuare la DigiXros con MetalGreymon, diventando DeckerGreymon.

### Dracomon
Dracomon (ドラコモン?) è l'ultimo compagno arruolato da Kiriha, inizialmente residente nel Territorio dei Draghi. Ha l'aspetto di un piccolo drago con ali rosse. Non è molto potente, ma compensa con l'ingegno e l'astuzia, scoprendo i punti deboli del nemico o delle sue strategie. Non sopporta la filosofia del più forte di Dorbickmon, e rifiuta di seguire gli altri draghi negli attacchi ai digimon indifesi, ritenendo che i più forti dovrebbero proteggere i più deboli. È un grande ammiratore dei Blue Flare, e dopo aver ispirato a Kiriha l'orgoglio necessario per far nascere ZekeGreymon e sconfiggere Dorbickmon, il generale blu accetta di accoglierlo nel gruppo, dopo averne riconosciuto la forza interiore. Può effettuare la DigiXros con CyberDramon, diventando CyberDracomon.

## Team Twilight
Il Team Twilight (トワイライト?, Towairaito) è una misteriosa armata che non ha alcun interesse ad acquisire i frammenti della Corona del Codice. Inizialmente sembra essere guidata da Nene Amano nella prima parte della serie, e da Yuu Amano nella seconda, ma in realtà colui che ha in mano le redini del gruppo è DarkKnightmon. Successivamente, alcuni membri del team, Nene Amano, Sparrowmon, e i Monitamon, si uniscono ai Fusion Heart, mentre i restanti membri entrano a far parte dell'esercito Bagra, pur rimanendo essenzialmente indipendenti e, di fatto, estranei agli interessi dell'impero, rimanendo leali solo a DarkKnightmon. A essi vengono associati, a forza, anche Rirismon, Blastmon e i tre Vilemon, ma nessuno di essi mostra vera realtà al gruppo. Infine, abbandonano il Team anche Yuu Amano e Damemon.

### DarkKnightmon
DarkKnightmon (ダークナイトモン?) è il vero leader del Team Twilight, colui che manipola i loro leader, Nene e Yuu Amano, nonché fratello minore di Bagramon. Nella seconda parte, diventa il secondo in comando dell'esercito Bagra. Ha l'aspetto di un cavaliere alto e massiccio, ricoperto da un'armatura nera e con un elmo con due corna dorate. Indossa un mantello anch'esso nero, uno scudo gigantesco e una lancia rossa a due punte. La sua forma è il risultato della fusione tra SkullKnightmon, la sua forma originale in controllo della creatura, e DeadlyAxemon, suo compagno e sottoposto. DarkKnightmon si presenta come un nobile, controllato e dai modi raffinati, mantenendo generalmente un andamento imperscrutabile e quasi regale. In realtà è un personaggio spietato ed egoista, che è solito ricorrere alla manipolazione, all'inganno o al ricatto per raggiungere i suoi scopi. Arriva addirittura a servirsi dei suoi compagni e sottoposti come più gli aggrada, senza alcun riguardo per la loro incolumità. Non prova altro che odio e invidia verso suo fratello Bagramon, non sopportando che questi sia più forte di lui, e mirando segretamente a prenderne il posto. Privo di qualsiasi ideale, il suo unico scopo è accumulare più potere possibile, per diventare il digimon più potente di tutti. È doppiato in originale da Jūrōta Kosugi e in italiano da Valerio Sacco.
In passato, DarkKnightmon era solito sfidare l'imperatore Bagramon, allenandosi duramente per superarlo, venendo sempre sconfitto dal digimon, che lo trattava con condiscendenza. Invidioso del potere del fratello, prepara un elaborato piano per tradirlo e rubargli i suoi poteri: scoperta la DigiFusione, inizia a cercare un umano per far sviluppare il Digivice XrosLoader nero e, trovati Yuu e Nene Amano, li manipola per i suoi scopi. Appare al fianco di Bagramon contro i Fusion Heart nella battaglia finale, dove trafigge il fratello alle spalle a tradimento e si fonde con lui per diventare più potente. Bagramon tuttavia lo distrugge dall'interno e prende possesso della fusione, riemergendo come MegaDarknessBagramon.

### Yuu Amano
Yuu Amano (天野 ユウ?, Amano Yū) è il secondo generale ufficiale del Team Twilight e il fratello minore di Nene Amano. È un bravo ragazzo, sensibile ed estraneo alla violenza, e dotato di vari talenti e capacità tattiche; ciononostante, è segretamente frustrato dal fatto che, appena mostra la sua vera forza, rischia di fare del male a qualcuno. Questa sua bontà d'animo e desiderio di mettersi alla prova sono sfruttate da DarkKnightmon, il quale lo irretisce convincendolo che DigiWorld è un mondo fittizio simile a un videogioco dove nessuno soffre e muore per davvero e dove può mettere alla prova le sue capacità senza alcuno scrupolo morale. In realtà, il digimon intende solo sfruttare il ragazzo per sviluppare il Digivice Darkness Loader.
A Digiworld, Yuu entra in scena dopo il salto temporale tra la prima e seconda parte della serie. Interessato a confrontarsi con Taiki, verso cui nutre grande ammirazione, inizia a seguire i Fusion Heart e a scontrarsi con loro, affiancato dal suo digimon partner Damemon. Sconfitto e ormai conscio che, anche a Digiworld, la sofferenza e la morte sono reali, torna nella fortezza Nido del Demone, dove viene imprigionato da DarkKnightmon, che ha ormai capito che il suo inganno è stato svelato. Viene in seguito salvato da Taiki, Wisemon, Knightmon e Mervamon. Si unisce ai Fusion Heart nella battaglia finale contro l'esercito Bagra. Ricompare dopo un anno, al fianco di Taiki e Tagiru, guidandoli nella loro caccia ai digimon.

### Damemon
Damemon (ダメモン?) è la spia di DarkKnightmon dentro l'esercito Bagra e il digimon partner di Yuu Amano. È un digimon piccolo e basso, con il corpo costituito da tre anelli bianchi sovrapposti e braccia e gambe dorate. Ha quasi sempre un'espressione allegra e spensierata. In combattimento può assumere la forma di Tuwarmon (ツワーモン?, Tsuwāmon), un umanoide ninja con il volto coperto. In entrambe le forme, è spesso accompagnato dal minuscolo ChuuChuumon, il quale però lo critica all'occorrenza e non gli è davvero legato. È un buon attore, un abile bugiardo e manipolatore, nonostante ciò, non mostra particolare crudeltà. È incaricato da DarkKnightmon di seguire Yuu e alimentare l'inganno secondo cui DigiWorld è solo un videogioco, ma con il passare del tempo si affeziona realmente al ragazzo, arrivando a temere per la sua incolumità e nascondendo il dolore per le sue ferite. Dopo avere combattuto i Fusion Heart con Yuu e DarkKnightmon nel Territorio del Miele, affronta una dura battaglia nella Zona Inferno, venendo ferito mortalmente da Shoutmon. Muore nella fortezza Nido del Demone, ma rinasce nella terza parte della serie, quando il Team Twilight è ormai sciolto, salvando Yuu da Cho Hakkaimon e riunendosi al suo partner.

## Esercito Bagra
L'esercito Bagra (バグラ軍?, Bagura gun) è la fazione dell'impero Bagra che attacca Digiworld con l'obiettivo di conquistarlo, ottenendo tutti i frammenti della Corona del Codice. Successivamente, viene reso noto che tra i loro obiettivi c'è anche l'invasione del mondo reale. Sono i principali avversari dei Fusion Heart e dei Blue Flare, e la loro presenza gioca un ruolo importante per circa i due terzi della serie.

### Bagramon
Bagramon (バグラモン?, Baguramon) è l'imperatore dell'impero Bagra, nonché il fratello maggiore di DarkKnightmon. Avversario principale per le prime due parti della serie, nella terza assume sembianze umane e aiuta gli umani e i digimon a difendersi da Quartzmon. Bagramon ha le sembianze di un uomo barbuto dai lunghi capelli bianchi, con la pelle scura, cinque corna rosse sulla testa e otto piccole ali nere. Sulla parte destra del suo corpo, ha un lungo braccio scheletrico di legno, una gamba con artigli, e una semi-maschera scheletrica, con un rubino al posto dell'occhio destro, ognuno dei quali è stato ottenuto dall'albero di Yggdrasil. Brama di conquistare Digiworld e di creare la pietra nera, con lo scopo di fargli acquisire un potere tale da permettergli di distruggere, e ricostruire, sia Digiworld che il mondo reale, e tutte le loro creature, in un modo che lui ritiene perfetto e libero da difetti. Nonostante sia arrogante al punto da credere di essere l'unico a capire cosa sia giusto o sbagliato, ritenendosi superiore a tutti, mostra un certo rispetto per il valore dei Fusion Heart, in particolare per il coraggio di Taiki e gli ideali di Shoutmon. È doppiato in originale da Takeshi Kusao e in italiano da Paolo Marchese.
All'inizio della serie, Bagramon controlla i progressi del suo esercito dall'interno del suo quartiere generale, il Nido del Demone. Nella seconda parte, divide Digiworld in sette territori e ne affida il controllo ai Generali Oscuri, affinché ottengano l'energia negativa per trasformare la Corona del Codice nella pietra nera, per poter dare inizio al D5, ovvero il Dimension Delete Deadly Destruction Day. Quando i Fusion Heart raggiungono il suo quartier generale, Bagramon li affronta con al fianco DarkKnightmon, mentre, con la mano destra, mette in moto il D5, raggiungendo la Terra. La battaglia sembra senza speranza, in quanto l'imperatore, fuso con la pietra nera, può guarire facilmente dalle ferite, e anche con la sola mano destra è in grado di difendersi agevolmente ma, mentre è distratto, suo fratello DarkKnightmon gli trapassa il corpo tradendolo, e, approfittando della sua momentanea debolezza, fa la digifusione con lui, al fine di rubargli i poteri e poterlo finalmente superare, cosa che aveva sempre bramato. In seguito Bagramon prende il sopravvento sulla personalità della digifusione, e distrugge il fratello dall'interno, riemergendo come MegaDarknessBagramon. In questa forma, uccide facilmente Shoutmon, esilia i Fusion Heart in una dimensione oscura e parte alla volta della Terra, dove il suo potere ha pietrificato tutti, intenzionato a ultimare il suo piano. Trovatosi di fronte i Fusion Heart, scampati grazie all'ordine dei cavalieri, aizza loro contro le sue ultime truppe, trovandosi poi ad affrontare, dentro di sé, lo stesso Taiki Kudo, Akari e Cutemon, ma Shoutmon, risorto grazie alla Corona del Codice, li aiuta a fuggire e usa il potere dell'artefatto, diventa Shoutmon X7 modalità superiore, che sconfigge l'imperatore.
Dopo la sua morte, si reincarna nel vecchio del negozio di orologi diventando buono. Percependo che il digimon Quartzmon, formatosi dai dati sprigionatisi dalla sua ultima battaglia, ha formato il DigiQuartz e lo sta espandendo, decide di intervenire per salvare i mondi che un tempo aveva minacciato. Inizia quindi a donare molti Digivice Xros Loader a diversi ragazzi umani, incoraggiandoli a diventare cacciatori di digimon nel DigiQuartz ed educandoli alla caccia ai digimon. Nonostante i suoi sforzi però, Quartzmon continua a evolversi a un ritmo preoccupante, espandendo il DigiQuartz in tutto il mondo. Per questo, usa i poteri spazio temporali di Clockmon per convocare, dalle loro dimensioni, gli eroi leggendari delle precedenti stagioni, in particolare Tai Kamiya, Davis Motomiya, Takato Matsuki, Takuya Kanbara e Masaru Daimon, perché aiutino nella battaglia. Lotta poi al fianco dei protagonisti contro Quartzmon.

### Ufficiali Bagra

#### Tactimon
Tactimon (タクティモン?, Takutimon) è uno dei tre ufficiali dell'esercito Bagra. Indossa un'armatura e un elmo che lo fanno assomigliare a un samurai. Tactimon è un soldato estremamente competente, che valorizza l'organizzazione e la disciplina sopra ogni altra cosa. Essendo il più abile dei tre ufficiali, dispone del più grande esercito, avendo a disposizione sei comandanti di zone su dieci. Riesce a conquistare più Corone del Codice degli altri ufficiali, portando 26 zone sotto il suo controllo. È il più spietato e crudele dei suoi compagni: non esita a sacrificare i suoi stessi soldati, se questo significa vincere una battaglia in tempi che lui ritiene accettabili. Non ha alcuna pietà verso gli indifesi e i deboli, da lui definiti feccia. Sembra in rapporti quantomeno amichevoli con gli altri ufficiali, arrivando anche a offrire alcuni suoi soldati a Blastmon, ma mostrandosi parecchio infastidito dalla sconfitta finale di quest'ultimo. È estremamente leale al suo signore, Lord Bagramon, ed è intenzionato a portargli tutti i frammenti della Corona del Codice con ogni mezzo a lui disponibile.
Affronta numerose volte i Fusion Heart e i Blue Flare a Digiworld per rubare i loro frammenti. A causa di un attacco del gruppo si ritrova scagliato lontano nel mondo umano, dove inizia ad assorbire l'energia elettrica per riprendere le forze e potenziarsi, diventando molto più grande e desideroso di informare Bagramon del nuovo mondo da conquistare. Ma Taiki e Shoutmon lo sconfiggono definitivamente. La sua lealtà a Bagramon, però, è tale da perdurare anche dopo la sua morte, rimanendo insito nella sua spada maledetta Jatestufuujin-maru, che riesce a guidare l'imperatore nel mondo reale.

#### Rirismon
Rirismon (リリスモン?, Ririsumon) è una dei tre ufficiali dell'esercito Bagra. È l'unico membro femminile, nonché mente manipolatrice del gruppo. La sua caratteristica dominante è la demoniaca Unghia di Nazar che ricopre la sua mano destra e che corrode ogni cosa che tocca. Rirismon è una digimon strega vampira estremamente malefica che è disposta a tutto per raggiungere il suo obiettivo e non si fa scrupoli a usare anche i mezzi più subdoli. È estremamente narcisista, e tiene molto al suo aspetto fisico, infuriandosi enormemente quando il suo volto viene ferito. Fedele a Bagramon, smania di ottenere la sua approvazione e di compiacerlo con le sue conquiste. Tratta gli altri ufficiali con grande superiorità, ed è la più competitiva dei tre nell'ottenere i Frammenti della Corona. Se Rirismon si arrabbia e perde il controllo, causa violente e distruttive esplosioni che hanno, solitamente, conseguenze orribili e mortali. In questi stati, non ha alcun riguardo ne per gli avversari ne per i suoi stessi soldati.
Molto abile nella manipolazione e nell'intimidazione, è riuscita a portare 24 zone del Digiworld sotto il suo comando. Rirismon affronta i Fusion Heart in numerose occasioni, ma sempre lei o i suoi sottoposti ne escono sconfitti. Per questo viene in seguito degradata e assegnata al team di DarkKnightmon. Infine si fonde con Blastmon, diventando un mostro di dimensioni colossali, venendo però definitivamente sconfitta e morendo nella deflagrazione della zona affrontando Beelzemon.

#### Blastmon
Blastmon (ブラストモン?, Burasutomon) è uno dei tre ufficiali dell'esercito Bagra. Ha braccia e mani sproporzionatamente grandi, che sono ricoperti da guanti metallici, e una possente coda con una sfera di cristallo alla sua estremità, la quale funge da enorme clava. I vari cristalli del suo corpo possono staccarsi da lui e creare suoi cloni, più deboli di lui, ma che è capace di rintracciare e con cui può condividere informazioni, anche da zone diverse. È un personaggio dalla forte venatura comica: appare piuttosto goffo, impacciato e capriccioso, soprattutto se paragonato agli altri ufficiali. È solito mangiare gemme, cristalli e diamanti per rendere il suo corpo più lucente, mostrando, a volte, di tenere più al cibo che a recuperare i Frammenti della Corona. Ha un atteggiamento pigro e svagato e dimostra di possedere una scarsa intelligenza. Blastmon, comunque, mostra segni di grande intelletto di tanto in tanto ed è un comandante competente e di successo nel portare l'influenza dell'impero Bagra a Digiworld, conquistando 22 zone.
Dopo aver affrontato alcune volte i Fusion Heart, nel combattimento contro Taiki e Shoutmon il corpo di Blastmon viene distrutto quasi completamente, lasciando solo la testa, e perdendo tutti i frammenti da lui conquistati. Incapace di riacquistare la sua forma completa, Blastmon viene degradato. In seguito si fonde con Rirismon e muore nella deflagrazione della zona.

### Generali Oscuri
I Generali Oscuri (デスジェネラル?, Desu Jeneraru, lett. Death Generals) sono sette tra i più potenti guerrieri dell'esercito Bagra, di cui assumono il comando al posto dei vecchi ufficiali Tactimon, Rirismon e Blastmon nella seconda parte della serie. Rispondono direttamente a Bagramon e a suo fratello DarkKnightmon. Dal secondo hanno ricevuto un proprio Digivice Darkness Loader, con cui possono fondersi con i loro soldati, o forzarli a farlo tra di loro, ogni volta che desiderano. Possiedono ciascuno il controllo di uno dei sette territori in cui è stato diviso Digiworld, ognuno con il proprio personale esercito; e il loro compito è quello di spargere sofferenza tra i digimon che vi vivono, allo scopo di accumulare energia negativa per tramutare la Corona del Codice nella Pietra Nera, per il piano D5. Ogni generale ha un suo elemento o titolo che rimanda a uno dei giorni della settimana, rappresentati in Giappone dal Sole, la Luna e i cinque elementi cinesi.

#### Dorbickmon
Dorbickmon (ドルビックモン?, Dorubikkumon), detto "La furia di fuoco", è il generale del territorio dei draghi. Rappresenta il martedì, e l'elemento del fuoco. Ha l'aspetto di un drago antropomorfo, alto e muscoloso, che si erge sulle zampe posteriori. La sua armata è composta da numerosi digimon drago, che infieriscono continuamente sugli abitanti del territorio per tenersi in allenamento, in conformità alla sua filosofia, secondo cui i forti hanno il diritto di sfruttare i più deboli. Nonostante prediliga la forza bruta, è anche un abile stratega, capace di adattarsi rapidamente a una nuova situazione. Dorbickmon possiede numerosi attacchi basati sul fuoco, riuscendo anche a tramutarlo in una spada, nonché di poter cambiare la conformazione del terreno a suo piacimento, tramutandolo in una trappola per il suo avversario. La sua tattica preferita, praticata dai suoi soldati, consiste nel circondare il nemico e colpirlo con delle fiammate da tutti i lati. Ha un punto debole, come tutti i digimon drago: il polline del Monte del pianto di drago, capace di togliergli le forze. Durante lo scontro con i Fusion Heart, Dorbickmon si fonde con tutti i suoi soldati, arrivando vicino alla vittoria, ma successivamente viene annientato da ZekeGreymon.

#### NeoVamdemon
NeoVamdemon (ネオヴァンデモン?, NeoVandemon), detto "Il chiaro di luna", è il generale del territorio dei vampiri. Rappresenta il lunedì, e l'elemento della luna. È un digimon alto e magro, dalla carnagione pallida e il corpo e il volto coperto da una maschera e un'armatura di metallo. NeoVamdemon è dotato della capacità di guarire immediatamente anche da ferite molto gravi e di evocare sanguisughe volanti che succhiano l'energia dell'avversario. Sul suo territorio non sorge mai il sole, ed è infestato da digimon suoi soldati che, come lui, hanno grandi poteri rigenerativi. È un personaggio dai modi controllati e sofisticati, ma anche freddo e spietato. Affronta i Fusion Heart riuscendo a prevalere prima digifondendosi con i suoi soldati, poi con MetalGreymon stesso. Quando sta per finire anche Shoutmon, la vista del Lopmon che accompagna i Fusion Heart, che riconosce come il Lopmon bianco essere leggendario capace di indebolire i suoi poteri, lo spaventa temporaneamente, permettendo al gruppo di fuggire. Grazie al sacrificio di Lopmon, NeoVamdemon perde poi tutte le sue fusioni e la capacità di rigenerarsi, venendo battuto da un attacco avversario.

#### Zamielmon
Zamielmon (ザミエールモン?, Zamiērumon), detto "Lo spirito ligneo", è il generale del territorio del miele. Rappresenta il giovedì, e l'elemento del legno. Appare come una piccola creatura simile a un folletto. È molto veloce, cosa che, combinata con le sue piccole dimensioni, lo rende molto difficile da colpire. Viene rivelato che in realtà è un digimon gigantesco, ma che usa il DigiHoney per rimpicciolirsi fino a poter stare sul palmo di una mano per non uccidere subito il suo avversario. Porta sempre con sé delle frecce. I suoi soldati, in gran parte digimon insetti simili ad api, cacciano costantemente gli abitanti del territorio, succhiando la loro forza vitale e immagazzinando l'energia negativa prodotta dal loro dolore sotto forma di DigiHoney, da spedire a DarkKnightmon. È uno degli antagonisti più spietati e crudeli della serie, tanto che il suo passatempo preferito consiste nel rinchiudere digimon indifesi nel suo personale parco di divertimenti, dove può dare loro la caccia, ferirli e ucciderli. Invita i Fusion Heart nel suo parco di divertimenti, dove dà loro la caccia. Quando le scorte di DigiHoney si esauriscono, riassume le sue gigantesche dimensioni originali, ma viene annientato da Shoutmon.

#### Splashmon
Splashmon (スプラッシュモン?, Supurasshumon), detto "La tigre d'acqua", è il generale del territorio cyber. Rappresenta il mercoledì, e l'elemento dell'acqua. Appare come un uomo alto e snello, indossante una tuta bianca, ma la sua vera forma, una volta spogliatosi di essa, è quella di una gigantesca tigre dal manto bianco e blu. Splashmon possiede un corpo fatto d'acqua che lo rende invulnerabile alla maggior parte dei colpi, e può modificarlo a piacimento cambiando forma. Può anche sparare potenti getti idrici e delle gocce dai vari colori ed effetti, quali muovere i suoi fantocci a distanza, indurre aggressività, narcisismo, paralizzare con della corrente elettrica o colpire direttamente. A differenza degli altri generali, non possiede un esercito vero e proprio e il suo territorio è popolato da fantocci comandati a distanza dal generale stesso. È losco e manipolatore, preferendo attaccare i suoi nemici a distanza con una serie di stratagemmi e invenzioni, ma anche seminando il dubbio e la discordia tra gli amici, cercando di romperne i legami. Questo suo modo di fare è dovuto alla sua paranoia: non possiede un vero e proprio esercito perché non si fida di nessuno, dichiarando di stare bene da solo. Cerca di infiltrarsi tra i Fusion Heart per sabotarli, ma, smascherato è costretto allo scontro frontale, nel quale viene fatto evaporare da Shoutmon.

#### Olegmon
Olegmon (オレーグモン?, Orēgumon), detto "Il pirata d'oro", è il generale del territorio dell'oro. Rappresenta il venerdì, e l'elemento del metallo. È un digimon dal fisico alto e possente, coperto da un elmo e armatura di ispirazione vichinga e dotato di asce. Dalle sue spalle possono apparire due spiriti, Surtrn l'allegro e Jormungandr il malinconico, che, pur potendo parlare e avendo personalità distinte, sembrano essere parte di lui, più che entità indipendenti. Solca abitualmente il mare d'oro con il suo vascello e la sua ciurma di pirati, tutti digimon acquatici, di cui è il capitano. È un personaggio molto più amichevole degli altri generali: quasi sempre allegro, è molto legato ai suoi sottoposti, di cui non abusa mai, e considera l'amicizia e gli amici il tesoro più prezioso. Urlando una formula magica, Olegmon è capace di riscrivere il programma dei digimon che la ascoltano, facendo loro il lavaggio del cervello e tramutandoli in suoi alleati, anche se, alterandone la lunghezza d'onda, l'effetto può essere inibito o annullato.
Mette in difficoltà i Fusion Heart stregandoli con la sua cantilena. In seguito si rivela essere il creatore di Ballistamon, riportandolo alla sua precedente e malvagia forma di DarkVolumon. Ballistamon tuttavia ritorna dai Fusion Heart grazie all'amicizia con Shoutmon e sconfigge Olegmon colpendolo con una registrazione amplificata della sua stessa voce. Dopo che tutti i Generali Oscuri sono riportati in vita da DarkKnightmon per dare vita a GranGeneramon, Olegmon si schiera con Taiki, distrugge la piattaforma usata da DarkKnightmon per il rituale della resurrezione e, pur ferito mortalmente da GranGeneramon, aiuta Shoutmon a distruggere il nemico, morendo poco dopo. Dopo che Taiki ottiene la Corona del Codice, Olegmon è riportato in vita per aiutare il ragazzo nella battaglia finale, tornando a DigiWorld dopo la vittoria.

#### Gravimon
Gravimon (グラビモン?, Grabimon), detto "Lo spirito della terra", è il generale del territorio dei canyon. Rappresenta il sabato, e l'elemento della terra. È un umanoide dalle mani e dal torace voluminosi, ma dalla vita e le gambe molto sottili. Ha gli occhi coperti da una maschera e dei cavi sulla schiena simili a tentacoli. Il suo esercito è composto da digimon animali sacri e mitologici, gli Anubimon sono sue guardie del corpo e più fedeli seguaci. È un leader carismatico e dal temperamento generalmente allegro e compiaciuto, ma anche dalla mente fredda e calcolatrice: è abilissimo nelle strategie e nel prevedere le mosse dei suoi avversari, riuscendo spesso a capolgere inaspettatamente la situazione a suo vantaggio. Molto orgoglioso, si diverte a sminuire e a canzonare i suoi avversari, e porta facilmente rancore se qualcuno rovina i suoi piani. Gravimon ha il potere di manipolare la gravità, aumentando il peso del suo avversario o potenziando il potere delle sue mani; ma il suo vero asso nella manica è la capacità di rigenerarsi completamente tutte le volte che desidera finché rimane intatto il suo nucleo, che può spostare a piacimento. Affronta i Fusion Hears, uccidendo Deckerdramon e manipolando Kiriha nell'attaccare Taiki. Infine i Fusion Hears scoprono che il nucleo di Gravimon è contenuto nel braccio di Taiki e lo costringono a rimuoverlo, per poi distruggerlo e Gravimon con esso.

#### Apollomon
Apollomon (アポロモン?, Aporomon), detto "Il sole", è il generale del territorio della luce. Rappresenta la domenica, e l'elemento del sole. È un digimon dall'aspetto di leone antropomorfo, alto e maestoso. Il suo esercito è composto da vari digimon con connotati animaleschi. Sethmon e Marsmon sono i due ufficiali. Apollomon è un personaggio dalla doppia personalità: la prima è quella di un digimon buono e dall'animo nobile, che ama la giustizia e disprezza i modi dell'esercito Bagra. Per questo, dopo essere stato arruolato a forza, finge di collaborare al piano del D5, torturando i digimon per non destare sospetti ma cercando di non ucciderli, flagellandosi il braccio destro come forma di autopunizione, al punto da renderlo inservibile; aspettando nel frattempo che degli eroi lo raggiungessero per proporre loro un'alleanza contro l'imperatore Bagramon. L'altra, impiantatagli a sua insaputa dai fratelli Bagra e chiamata 
Whispered (ウィスパード?, Wisupādo), è un digimon crudele, sadico e arrogante, che crede solo nella forza e disposto a tutto pur di vincere e scalare la gerarchia dell'esercito Bagra, anche a sabotare i suoi stessi alleati. Le due personalità sono indipendenti l'una dall'altra e, a un certo punto, perfettamente consapevoli e capaci di comunicare tra di loro; ciononostante, sono inizialmente inseparabili. La differenza è evidente anche nell'aspetto: Apollomon ha il corpo colorato con toni caldi, brillanti, mentre quando Whispered prende il controllo si colora con colori freddi e cupi. Apollomon è il più forte dei generali, dotato di una grandissima forza fisica e poteri magici, quali lanciare frecce di energia, creare barriere per imprigionare i nemici o evocare sfere capaci di distruggere l'intero territorio della luce.
Dopo aver visto il valore dei Fusion Heart, Apollomon intende allearsi con loro per sconfiggere Bagramon, ma il suo alter ego malvagio Whispered prende il sopravvento e si schiera dalla parte del Team Twilight. I Fusion Heart, tuttavia, bloccano il suo piano e lo affrontano; messo alle strette, Whispered cerca di distruggere l'intero territorio con una potentissima sfera di energia, ma Apollomon al suo interno si ribella, portandolo ad essere investito dall'esplosione del suo stesso colpo. Dopo che tutti i Generali Oscuri sono riportati in vita da DarkKnightmon per dare vita a GranGeneramon, l'arroganza di Whispered gli attira le antipatie degli altri generali e Apollomon riesce a risvegliarsi, a distruggere Whispered e a far uscire i suoi alleati dalla Zona Prigione, pur venendo ucciso dagli altri generali. Dopo che Taiki ottiene la Corona del Codice contro Bagramon, Apollomon è riportato in vita per aiutare il ragazzo nella battaglia finale, tornando a DigiWorld dopo la vittoria.

#### GranGeneramon
GranGeneramon (グランドジェネラモン?, Gurandojeneramon) è una chimera creata da DarkKnightmon resuscitando e fondendo i sette Generali Oscuri. Priva di volontà propria, obbedisce ciecamente a tutti gli ordini datigli da DarkKnightmon, e può esistere anche in forma incompleta, senza tutti e sette i membri. Molto potente, riesce a mettere in difficoltà perfino Shoutmon X7. I contrasti tra i generali e la loro forza di volontà, tuttavia, fanno sì che Apollomon e Olegmon si liberino dalla fusione, e collaborino con i Fusion Heart a sconfiggere GranGeneramon e a sovvertire i piani di DarkKnightmon.

### Comandanti dell'esercito Bagra

#### MadLeomon
MadLeomon (怒ってレオモン?) è un digimon animale e comandante dell'esercito Bagra che attacca la Zona Verde, dove è situato il Villaggio dei Sorrisi. Ha le sembianze di un enorme leone blu in grado di reggersi su due zampe. Tenta per tre volte di attaccare la Zona Verde, scontrandosi con i Fusion Heart, e uscendone sempre sconfitto. Durante il suo ultimo tentativo MadLeomon, conscio di essere stato battuto, decide di autodistruggersi per annientare allo stesso tempo la Zona Verde e il villaggio, ma Shoutmon lo sconfigge definitivamente.

#### Nepmon
Nepmon (ネプチューンモン?, Neptunmon) è un digimon mago membro dell'esercito Bagra a capo della spedizione per l'oppressione e la conquista degli abitanti della Zona Isola, con lo scopo di scoprire dove sia il frammento della Corona della zona. Ha un carattere molto subdolo e tende spesso a ricorrere a sporchi ricatti pur di raggiungere i suoi scopi. Invade la Zona Isola con un vasto esercito e rapisce Archelomon, il protettore dell'isola, ricattandolo per ottenere il frammento della Corona del Codice. I Fusion Heart riescono però a liberarlo e a sconfiggere Nepmon grazie all'intervento di Whamon.

#### Volcanomon
Volcanomon (火山モン?) è un digimon di fuoco membro dell'esercito Bagra che controlla la Zona Magma. Ha braccia e gambe molto possenti, e un enorme masso pieno di magma al posto del busto sul quale sporge un cratere. È spesso preda di violenti attacchi di ira, soprattutto quando i suoi scagnozzi non svolgono alla perfezione il compito assegnatogli, e ciò lo porta a far emergere involontariamente dal suo cratere enormi quantità di magma causando devastazioni. Tramite il suo esercito di Meramon ha ridotto in schiavitù tutti gli abitanti della zona, costringendoli a scavare nel terreno per ritrovare il frammento della Corona. Dopo aver fronteggiato Agumon, Volcanomon ingaggia una lotta contro Shoutmon, il quale alla fine ha la meglio riuscendo a chiudere con una pietra il cratere sul dorso del digimon facendolo esplodere. Riappare in seguito agli ordini di Taction, ma viene nuovamente sconfitto da Shoutmon.

#### IceDevimon
IceDevimon (アイスデビモン?) è un digimon oscuro assomigliate a Devimon con il corpo e i poteri di ghiaccio. Con il suo esercito di Troopmon, Icemon e Pteramon attacca il castello della principessa Bastemon, ma viene sconfitto dai Fusion Heart e dai Blue Flame, ritenta una seconda volta ad attaccare facendo la digifusione con gli Icemon ma invano. In seguito Rirismon passa il ruolo di comandante a Daipenmon, intrappolando IceDevimon in uno dei suoi gelati. In seguito effettua la digifusione con Daipenmon.

#### Vilemon
Vilemon (イビルモン?, Evilmon) sono un trio di digimon simili a piccoli diavoli pelosi. Sono i fidi assistenti e consiglieri di Blastmon, che seguono ovunque e a cui spesso danno consigli o avvertimenti. Sono personaggi dalla sottile venatura comica, in quanto non combattono quasi mai e si mostrano spesso preoccupati e ansiosi. Nella seconda parte della serie, seguono sempre il ferito Blastmon e Rirismon, divenendo parte del Team Twilight e usati da Yuu in una DigiXros con i due ex ufficiali dell'esercito Bagra. Combattono nel Territorio del miele e nella Zona Inferno, venendo sconfitti. Si sacrificano per salvare Rirismon da un lago di lava, morendo poco dopo per le ferite riportate.

#### SkullScorpionmon
SkullScorpionmon (スコピオモン?, Scorpiomon) sono digimon scheletrici simili a scorpioni che servono Rirismon e Blastmon nella Zona Sabbia. Il comandante si differenzia dagli altri SkullScorpionmon per il colore grigio delle sue ossa. Gli SkullScorpionmon affrontano i Fusion Hearth nella caverna della Zona Sabbia, dove vengono distrutti da un BigMamemon.

#### Lucemon
Lucemon (ルーチェモン?) è un digimon angelico dall'aspetto di bambino che vive nella Zona Cielo. È in competizione con SlashAngemon, il capo della polizia, per allentare l'oppressione delle forze dell'ordine e delle loro durissime regole, che spesso culminano in esecuzioni pubbliche per reati anche innocui. Appare molto buono e gentile verso i Fusion Heart, studioso e desideroso di rendere serena la sua zona. In realtà è tutta una recita: egli è una spia dell'esercito Bagra, sottoposto di Rirismon, che mira a essere presidente per impossessarsi del Frammento della Corona locale. Dopo aver ottenuto la carica, usa delle parole magiche dategli da Nene per evocare un tempio pieno di forze oscure e rivela sua vera forma e natura: un digimon metà angelo e metà demone, manipolatore e ipocrita. Viene inizialmente sconfitto da Shoutmon con l'aiuto di Shakkumon, ma si riprende e prende Nene in ostaggio, intenzionato ad assorbire l'energia oscura per recuperare le forze. Nel farlo però, viene corrotto dalle tenebre al punto da impazzire totalmente e si trasforma in un essere gigantesco dall'aspetto di drago, preso solo dall'istinto di consumare dati per crescere ancora indefinitamente. Viene infine sconfitto da Shoutmon.

#### Kongoumon
Kongoumon (コンゴウモン?) è un ufficiale di Tactimon simile a un grosso insetto. Piuttosto inefficiente, è impegnato nella conquista della Zona Foresta, venendo però sempre respinto da Stigmon, il protettore della Zona. Dopo l'arrivo dei Fusion Heart, è inviato da Tactimon ad attaccare il santuario, ma è battuto senza problemi da Kiriha e Nene. Ripresosi, tenta di rifarsi attaccando con un esercito di GranKuwagamon, ma è definitivamente sconfitto quando i Fusion Heart si riuniscono.

#### Arukadhimon
Arukadhimon (アルカディモン?, Arkadimon) è un digimon dall'aspetto demoniaco che vive nello spazio che connette le varie zone di Digiworld. Ha una propria dimensione, in cui vi è il suo nido e dove i digimon normali non possono sopravvivere. È una creatura violenta e bestiale, seppur abbastanza intelligente, che obbedisce solo a Rirismon. Questa gli fa attaccare i Fusion Heart quando sono nello spazio, separandoli da Taiki e portando gli altri nel suo nido per divorarli. Senza il ragazzo, i digimon non possono effettuare la DigiXros, risultando vulnerabili, ma quando il generale ritorna, riescono a sconfiggerlo e a tentare la fuga. Arukadhimon però è ancora vivo e tenta di inseguirli; allora Shoutmon, con l'aiuto della Card di DarkDramon, lo trafigge con forza, uccidendolo.

#### Musyamon
Musyamon (ムシャモン?) è un digimon vestito con un'armatura simile a quella di un samurai e un esperto spadaccino; è un sottoposto di Blastmon. Prende in ostaggio la principessa della Zona Shinobi, installandosi nel castello locale e chiedendo, sotto minaccia di uccidere l'ostaggio, di ricevere il frammento della Corona del Codice dai Monitamon, i quali però prendono tempo distraendolo con delle videocassette di una serie TV a tema samurai, di cui Musyamon è appassionato. Dopo aver saputo che i digimon non vogliono dargli il frammento, manda i suoi sottoposti ad attaccare il villaggio. Rimasto al castello, si trova a combattere Zenjiro. Successivamente, l'apparizione di HiVisionMonitamon gli impedisce di dare il colpo di grazia, venendo definitivamente sconfitto da Shoutmon.

#### Matadormon
Matadormon (マタドゥルモン?, Matadrmon) è un sottoposto di Tactimon che ha invaso la Zona Dolci. Ha il volto coperto da una sorta di maschera, una lunga capigliatura bionda arancio e unghie di mani e piedi molto lunghe, apparentemente di metallo. È estremamente goloso di dolci, infatti ha schiavizzato i pasticcieri della zona obbligandoli a cucinare per lui, oltre a usufruire degli stessi servizi dal sottoposto WaruMonzaemon. Intende compiacere Tactimon sperando che questo gli lasci permanente il controllo della Zona. Quando i Fusion Heart arrivano, Matadormon, che non sa chi siano, organizza una gara di cucina tra loro e WaruMonzaemon quando sente dire che Akari è una pasticciera. Dopo aver premiato il dolce della ragazza, si rivela e affronta i Fusion Heart quando scopre la loro identità, facendoli precipitare nelle fogne. Qui riesce a risvegliare BreakDramon, progettando di usarlo come arma e mettendo in seria difficoltà Shoutmon, ma quando l'energia del drago inizia a diminuire è rapidamente sconfitto.

#### Grademon
Grademon (グレイドモン?) è un digimon guerriero, alto e coperto da un'armatura e un mantello, sottoposto di Tactimon che invade la Zona Spada. Sconfitto da Shoutmon, viene purificato dalla Corona del Codice seguendo i desideri di Taiki, cambiando colore da viola a giallo arancio. Inizialmente sembra sconvolto da tale trasformazione, e si allontana sprezzante, ma in seguito torna ad aiutare il ragazzo quando questi è impegnato nella lotta contro Tactimon, e si sacrifica per distruggere la torre che l'ufficiale dell'esercito Bagra aveva installato per impedire al gruppo di scappare in un'altra zona. In seguito, viene confermato che Grademon era stato reso malvagio dall'influsso di Bagramon, ma ritorna in vita buono quando Taiki riconquista la Corona del Codice.

## Altri digimon di DigiWorld

### SlashAngemon
SlashAngemon (スラッシュエンジェモン?) è il presidente della Zona Cielo, un digimon angelico con volto e corpo coperto da un'armatura e lame al posto delle braccia. Governa la zona con autorità e violenza, aiutato dalle forze di polizia locali. Nonostante ciò, agisce in tale modo perché crede sinceramente che sia l'unico modo per tenere lontano l'esercito Bagra, e anche perché preoccupato che il potere oscuro sigillato nella zona possa liberarsi e corrompere gli abitanti. È in competizione con Lucemon per riottenere la carica. Condanna tutti i Fusion Heart, appena li incontra, per aver opposto resistenza all'arresto e aver risposto alla polizia, venendo però sconfitto nell'arena da Shoutmon, ma Taiki decide di risparmiargli la vita.

### Shakkoumon
Shakkoumon (シャッコウモン?) è un digimon della Zona Cielo. Ambiguo e imperscrutabile, è sospettato di essere una spia della polizia, ma in realtà è il giudice preposto a valutare gli aspiranti presidenti al fine di eleggere solo quelli di buon cuore, affinché non liberino le forze oscure nel tempio della zona, dove è nascosto il frammento della Corona del Codice. Caduto nell'inganno di Lucemon, lo elegge presidente, ma poi aiuta i Fusion Heart a salvare la zona dalla spia dell'esercito Bagra. Dopo la vittoria, nomina Taiki Kudo presidente, affidandogli anche il frammento della Corona del Codice.

### Stingmon e Lilamon
Stingmon (スティングモン?) e Lilamon (ライラモン?) sono una coppia di digimon che vive nella Zona Foresta. Stingmon è un insetto umanoide deciso e determinato a proteggere la zona dall'esercito Bagra, inizialmente sospettosi nei confronti dei Fusion Heart, ma poi diventa loro alleato quando capisce che sono ben intenzionati. Lilamon invece è una sorta di fiore dalle fattezze femminili, molto premurosa e romantica. Stingmon respinge agevolmente Kongoumon, ma poi è sconfitto dai Blue Flare e dal Team Twilight. Quando quest'ultimo penetra nel santuario sacro, Lilamon dà ad Akari e Zenjiro le istruzioni per la Danza dell'Amore, unica via per riaprire il varco. I due aiutano poi i Fusion Heart a sconfiggere le restanti forze dell'esercito Bagra. Ricompaiono nel Territorio del Miele, dove Stingmon è prosciugato da Zamielmon e Lilamon ferita. Dopo la morte del generale oscuro, i due rimangono a sorvegliare il territorio.

### Lunamon
Lunamon (ルナモン?) è un residente della Zona Disco, ha l'aspetto di un piccolo esserino bianco, con quattro voluminose orecchie e con addosso una veste rosata. Dopo che il leader della sua Zona, Mercurymon, è ucciso dai Blue Flare, Lunamon assiste impotente alla distruzione della sua zona.Gli abitanti sono però salvati dai Fusion Heart, che li portano nella Zona Shinobi. Dopo aver incontrato Shoutmon, questi le offre come consolazione la sua scatola di DigiNowa, che Lunamon conserva gelosamente, ma il giorno dopo questa, abbandonata in una capanna, è distrutta in un nuovo scontro contro Blastmon. La vista delle lacrime di Lunamon, che soffre per la perdita del suo tesoro, dè a Shoutmon la forza di continuare a combattere e sconfiggere definitivamente Blastmon. Lunamon ricompare nel Territorio dell'Oro, dove è stata incantata da Olegmon e manipolata per entrare a far parte della sua ciurma, anche se poi viene liberata da Shoutmon.

### Spadamon
Spadamon (スパーダモン?) è un abitante della Zona Dolci, un piccolo digimon dall'aspetto di un leoncino bianco coperto da un'armatura. È armato di una sorta di spada. Dopo essere sfuggito all'invasione della sua casa da parte dell'esercito Bagra, guidato da Matadormon, parte alla ricerca dei Fusion Heart. Morente, è trovato da questi nella Zona Shinobi e salvato da Taiki Kudo grazie al DigiVice. Li guida nella zona sperando di liberarne gli abitanti. Insieme giungono al castello di Matadormon, dove aiuta i Fusion Heart a sconfiggere GigaWaruMonzaemon fondendosi con la DigiXros e dando vita a Shoutmon X4S. Successivamente, finisce nei sotterranei della zona, dove aiuta nella battaglia contro BreakDramon liberando i genitori di Cutemon e impedendo al digimon di rigenerarsi. Spadamon ricompare nel Territorio dell'Oro, dove è stato incantato da Olegmon e manipolato per entrare a far parte della sua ciurma, anche se poi viene liberato da Shoutmon.

## Cacciatori di digimon
Sono un gruppo di ragazzi che si dedicano alla caccia di digimon, per catturarli e collezionarli. Sono tutti dotati di Digivice, forniti loro da un misterioso orologiaio, che consente di spostarsi a loro piacimento tra il mondo reale e il DigiQuartz.

### Tagiru Akashi
Tagiru Akashi (明石 タギル?, Akashi Tagiru) è il protagonista della terza parte della serie, e un amico di Taiki e Yuu. 
È un ragazzo impulsivo e testardo, estremamente sicuro di sé e delle sue capacità, che segue principalmente l'istinto e le passioni, cacciandosi spesso nei guai. Oltre a ciò, è piuttosto ingenuo, arrivando talvolta a farsi raggirare e manipolare. Energico e determinato, il suo obiettivo è quello di superare l'amico Taiki, per dimostrare di essere il più forte di tutti. A dispetto di questi suoi lati egoistici, ha un grande rispetto per Taiki e una forte considerazione dell'amicizia, legando facilmente con le persone e preoccupandosi dello stato dei suoi digimon, pur cercandone sempre di nuovi. Il suo digimon principale è Gumdramon. Effettuando la DigiXros con la potente arma Mano Invisibile, Tagiru e Gumdramon riescono a sconfiggere definitivamente Quartzmon, distruggendo il DigiQuartz e riportando la pace in entrambi i mondi.
Il suo digimon partner è Gumdramon (ガムドラモン?, Gamudoramon), un piccolo digimon simile a un draghetto antropomorfo viola, con un giubbotto rosso e una coda con la punta a martello. Ha una sorta di braccialetto dorato sulla coda, messogli da Sanzomon. È il digimon partner di Tagiru Akashi, con cui condivide molto in quanto a personalità e obiettivi: è testardo, impulsivo ed emotivo, pronto a combattere contro qualunque avversario, senza pensare alla sua forza. Come Tagiru, punta a diventare il più forte di tutti, e proprio come Tagiru con Taiki, ha una forte rivalità a senso unico con Shoutmon, mostrandosi scostante o persino ostile nei suoi confronti, nonostante in realtà abbia un profondo rispetto e ammirazione per lui. Inizialmente è solo interessato a usare Tagiru per aumentare la sua forza, ma successivamente si affeziona sinceramente al ragazzo, considerandolo un vero e proprio partner alla pari. La sua digievoluzione si chiama Arresterdramon, diventando molto più alto e robusto, vestito di pantaloni, guanti, corazza con la mascella serrata e una lama sulla coda. La sua forma più potente, ottenuta quando è rilasciato il potere del bracciale sulla sua coda, è Arresterdramon Superior Mode. Fisicamente non cambia molto, ma acquisisce artigli e spalanca la bocca prima sigillata.

### Ryouma Mogami
Ryouma Mogami (最上 リョウマ?, Mogami Ryouma) è il leader del gruppo di cacciatori incontrato da Tagiru, composto da lui, Ren e Aiuru. Il suo digimon partner è Psychemon, e dà la caccia solo ai digimon che considera potenti. Alto e snello, appare sempre sicuro di sé, con un sorriso costantemente stampato sulla faccia. È disposto a collaborare con altri cacciatori, non gioca sporco, né ruba digimon ad altri. È anche disposto ad accettare la sconfitta stoicamente, senza portare rancore. Dopo essere entrato in possesso dell'arma Mano Invisibile, si scopre che Ryouma è stato manipolato da Quartzmon, sotto le sembianze di Psychemon, per tutto il tempo. Ryouma viene poi liberato dal suo controllo mentale e si mostra sinceramente pentito.
Il suo digimon partner è Psychemon (サイケモン?, Saikemon). Ha l'aspetto di un piccolo rettile di colore viola e verde. La sua forma evoluta è Astamon, che assume una forma umanoide coperto dalla testa ai piedi di pellicce e armato di un mitragliatore Thompson chiamato Oro Salmón. È freddo e silenzioso, obbediente a tutti gli ordini del suo partner. In realtà, sotto le sembianze di Psychemon si cela Quartzmon il quale usa questa forma per manipolare Ryouma perché li porti dei digimon per amplificare il suo potere; e Astamon non era altro che il primo digimon attirato nel DigiQuartz da Quartzmon.

### Ren Tobari
Ren Tobari (戸張 レン?, Tobari Ren) è uno dei tre cacciatori rivali del gruppo di Tagiru. Il suo digimon partner è Dracmon. Ren colleziona digimon che considera rari. In apparenza appare calmo e controllato, quasi amichevole, è in realtà un viscido manipolatore, disposto a mettere in pericolo non solo altri cacciatori, ma anche esseri umani pur di ottenere il digimon che gli interessa, senza alcun rimorso. È l'unico del suo gruppo a non avvicinarsi mai davvero ai protagonisti, anche se poi partecipa alla battaglia finale contro Quartzmon.
Il suo digimon partner è Dracmon (ドラクモン?, Dorakumon). Ha l'aspetto di un piccolo demone umano dalla pelle blu, due occhi sui palmi delle mani e una maschera e una coda che lo fanno assomigliare a un pipistrello o un vampiro. La sua forma evoluta, Yaksamon, ha l'aspetto di un coniglio antropomorfo con indosso una maschera e due spade di legno. Nella sua forma base si esprime solo con delle risatine, obbedendo a tutti gli ordini del suo partner, mentre come Yaksamon, una volta, esprime dubbi sulla validità dei suoi metodi.

### Airu Suzaki
Airu Suzaki (洲崎 アイル?, Suzaki Airu) è una ragazza del gruppo di cacciatori rivali di Tagiru. Il suo digimon partner è Opossumon. È un'esperta di trappole per digimon. Infantile e capricciosa, Airu cattura solo digimon che lei trova carini, anche a costo di rubarli ad altri, infischiandosene delle regole della caccia ai digimon. Anche se le piace provocare la gelosia di Opossumon, è molto legata a lui e si preoccupa terribilmente quando è in pericolo. Sviluppa una cotta per Yuu, cercando di spingerlo a diventare suo sottoposto, anche se non mostra apertamente i suoi sentimenti. Alla fine della serie, è abbastanza in sintonia con i protagonisti per partecipare alla battaglia finale contro Quartzmon.
Il suo digimon partner è Opossummon (オポッサモン?, Opossamon). Ha l'aspetto di un topo antropomorfo che veste un cappello rosso e fluttua con dei palloncini colorati esplosivi. La sua digievoluzione, Cho Hakkaimon, ha le sembianze di una donna che veste un costume da maiale e dotata di un enorme martello, che manovra con sorprendente forza nonostante l'apparenza gracile. Opossumon è un digimon molto emotivo, che vuole sempre essere al centro delle attenzioni di Airu. Quando la ragazza mostra apprezzamento verso un altro digimon, esplode di gelosia e si accanisce contro la sfortunata preda.

### Hideaki Mashimo
Hideaki Mashimo (真下 ヒデアキ?, Mashimo Hideaki) è un cacciatore che caccia i digimon per profitto al fine di ottenere abbastanza denaro per realizzare il suo sogno di aprire un negozio di takoyaki. Non gli piace però guadagnare in modo disonesto, rifiutando quanto guadagnato lavorando con metodi non puliti. Il suo digimon partner, Dobermon, è simile a un canide.

### Kiichi Funabashi
Kiichi Funabashi (船橋 キイチ?, Funabashi Kiichi) è un ragazzo con la passione per i treni, e in particolare per le locomotive a vapore; il suo digimon, Locomon, è appunto un digimon dall'aspetto di locomotiva, in grado anche di volare. Non è propriamente un cacciatore, in quanto non è interessato alla caccia ai digimon, ma solo a viaggiare in lungo e in largo con Locomon, interesse condiviso dal digimon, che si nutre di risate e gioia umane, senza arrecare loro danno.

### Mizuki
Mizuki (ミズキ?) è una ragazza allegra e solare che, oltre ad essere una cacciatrice di digimon, ha anche la passione per la caccia ai tesori, anche subacquei, un'attività facilitata dal suo digimon Submarimon, simile a un sommergibile dotato di trivella. Ama molto il mare, cercando sempre di ripulirlo dai rifiuti.

## Quartzmon
Quartzmon (クオーツモン?, Kuōtsumon) è l'antagonista principale della terza parte della serie. Si manifesta sotto varie forme, come torri fluttuanti di roccia e grottesche strutture. La sua forma principale, comunque, è quella di un torso umanoide con sei braccia e una testa con sei occhi rossi, senza bocca. È capace di assorbire dati di altri digimon dentro di lui, riuscendo ad assumere le loro sembianze, come Astamon, o clonarli per formare un'armata obbediente a lui. Quartzmon non è altro che ciò che resta dei dati di MegaDarknessBagramon, riconfigurati poi in un altro essere, usando anche l'enorme mole di dati del mondo umano. A causa di ciò, ambisce, come l'imperatore Bagramon, a creare un mondo perfetto, ma persegue questo obiettivo in modo approssimativo e contorto, senza una vera motivazione o ragione. Dopo essersi formato, Quartzmon crea il DigiQuartz e inizia ad attirarvi in trappola molti digimon. In seguito, inizia a espandere il DigiQuartz sovrapponendolo al mondo reale per riprogrammare tutta la Terra e Digiworld in un unico mondo che ritiene perfetto. Dopo essere stato sconfitto da Tagiru e Arresterdramon, Quartzmon regredisce in un digiuovo, preso in custodia da Shoutmon e riportato a Digiworld.